# Dietmar Schauerhammer
Dietmar Schauerhammer (Neustadt an der Orla, RDA, 12 de agosto de 1955) es un deportista de la RDA que compitió en bobsleigh en las modalidades doble y cuádruple.
Participó en dos Juegos Olímpicos de Invierno, obteniendo tres medallas, dos oros en Sarajevo 1984, en las pruebas doble (junto con Wolfgang Hoppe) y cuádruple (con Wolfgang Hoppe, Roland Wetzig y Andreas Kirchner), y plata en Calgary 1988, en cuádruple (con Wolfgang Hoppe, Bogdan Musiol e Ingo Voge).
Ganó cinco medallas en el Campeonato Mundial de Bobsleigh entre los años 1983 y 1987, y cinco medallas en el Campeonato Europeo de Bobsleigh entre los años 1985 y 1987.

## Palmarés internacional
| Juegos Olímpicos   | Juegos Olímpicos             | Juegos Olímpicos  | Juegos Olímpicos |
| Año                | Lugar                        | Medalla           | Prueba           |
| ------------------ | ---------------------------- | ----------------- | ---------------- |
| 1984               | Sarajevo (Yugoslavia)        | Medalla de oro    | Doble            |
| 1984               | Sarajevo (Yugoslavia)        | Medalla de oro    | Cuádruple        |
| 1988               | Calgary (Canadá)             | Medalla de plata  | Cuádruple        |
| Campeonato Mundial |                              |                   |                  |
| Año                | Lugar                        | Medalla           | Prueba           |
| 1983               | Lake Placid (Estados Unidos) | Medalla de bronce | Doble            |
| 1985               | Cervinia (Italia)            | Medalla de oro    | Doble            |
| 1986               | Königssee (RFA)              | Medalla de oro    | Doble            |
| 1987               | Sankt Moritz (Suiza)         | Medalla de plata  | Cuádruple        |
| 1987               | Sankt Moritz (Suiza)         | Medalla de bronce | Doble            |
| Campeonato Europeo |                              |                   |                  |
| Año                | Lugar                        | Medalla           | Prueba           |
| 1985               | Sankt Moritz (Suiza)         | Medalla de plata  | Doble            |
| 1985               | Sankt Moritz (Suiza)         | Medalla de plata  | Cuádruple        |
| 1986               | Igls (Austria)               | Medalla de oro    | Doble            |
| 1987               | Cervinia (Italia)            | Medalla de oro    | Doble            |
| 1987               | Cervinia (Italia)            | Medalla de oro    | Cuádruple        |